# Bathore
Bathore è un'area appena fuori Tirana, la capitale dell'Albania, che fa parte di Kamëz. Si trova a circa 8 km dal centro della capitale e copre una superficie di circa 4,5 km².
Non è facile avere una stima precisa del numero di abitanti di Bathore, data l'impossibilità di condurre un censimento adeguato, ma si suppone che vi abitino circa 80 000 persone.
La struttura urbanistica di questa zona è molto variegata, a causa dell'assenza decennale da parte delle autorità pubbliche di provvedere con un piano regolatore adeguato. Seppure nell'ultimo periodo grazie anche agli investimenti di diverse partnership albanesi ed europee, negli impianti idrici col fine di garantire un maggiore accesso all'acqua potabile, al giorno d'oggi viene comunque constatato che non vi è una copertura capillare della rete idrica.

## Storia
Questo sobborgo di Tirana è sorto agli inizi degli anni novanta su terreni precedentemente occupati da una fattoria di proprietà statale.
Successivamente alla caduta del regime comunista, molti albanesi si sono appropriati senza regole e contratti di questi terreni periferici, più o meno vasti, su cui costruire la propria casa o dove far sorgere la propria attività commerciale.

## Economia
L'economia del quartiere rimane incentrata sul commercio e sulla manifattura. Soprattutto negli ultimi anni vi si sono insediate diverse fabbriche del settore calzaturiero. A nord di Bathore ci sono diversi impianti di cave, dove la loro nascita è legata alla presenza del fiume ricco di detriti rocciosi.
Lungo le affollate e colorate strade di Bathore è facilissimo trovare attività economiche di tutti i tipi: da bar, ristoranti, i negozi di abiti da sposa, botteghe di barbieri e i panifici che inebriano le strade di Bathore con i loro odori, tra i quali va assolutamente provato il börek, tipico rustico albanese, farcito in modo variegato.
Alcuni residenti hanno fatto nascere il "progetto vivAlbania" (originariamente "progetto Bathore Beach"), che ha lo scopo di promuovere il turismo responsabile nel territorio, facendo vivere al viaggiatore la quotidianità di Bathore.